# Ivan Logginovich Goremykin
Ivan Logginovich Goremykin (tiếng Nga: Ива́н Лóггинович Горемы́кин, Ivan Logginovič Goremykin) (8 tháng 11 năm 1839 - 24 tháng 12 năm 1917) là một chính trị gia theo chủ nghĩa bảo thủ người Nga, người từng là Thủ tướng Chính phủ năm 1906, và từ 1914 đến 1916, trong chiến tranh thế giới thứ nhất.